# Johann von der Pfalz

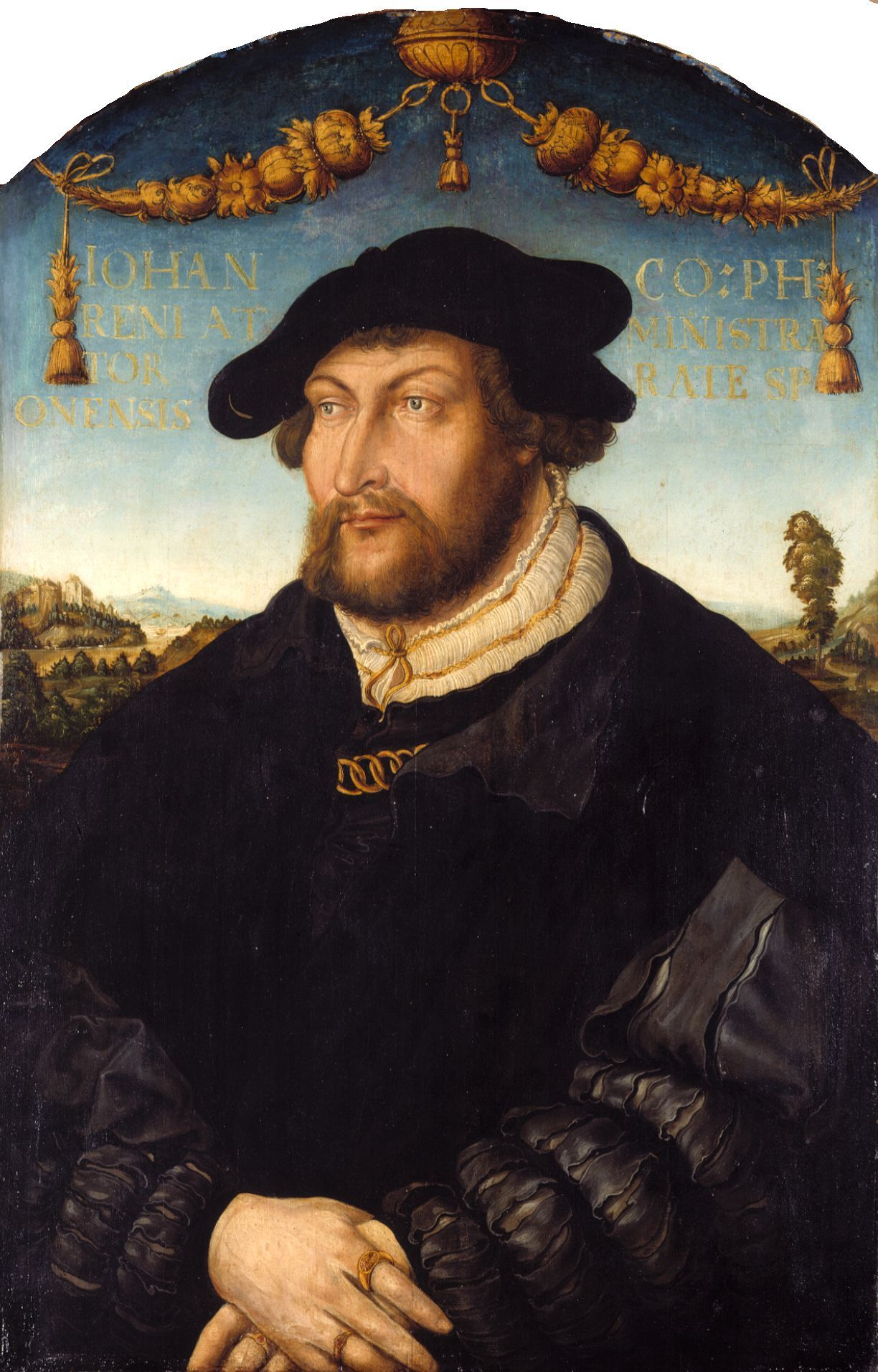
Johann III., Pfalzgraf bei Rhein, als Administrator des Bistums Regensburg

Johann von der Pfalz (* 7. Mai 1488 in Heidelberg; † 3. Februar 1538) war als Johann III. der 48. Fürstbischof des Hochstiftes Regensburg von 1507 bis 1538.

## Herkunft
Johann III. von der Pfalz stammte aus dem Haus der Wittelsbacher. Sein Vater war Philipp der Aufrichtige, Kurfürst von der Pfalz. Seine Mutter war Margarete von Bayern-Landshut, Tochter von Ludwig IX. von Bayern-Landshut. Zu seinen Brüdern zählen Georg von der Pfalz, Bischof von Speyer, und Heinrich von der Pfalz, Fürstbischof von Worms, von Utrecht und von Freising sowie Fürstpropst von Ellwangen.

## Bischof von Regensburg
Ein geistlicher Lebensweg war für Johann III. bereits seit frühen Jahren vorgesehen. Dennoch war er in religiösen Fragen wenig gebildet, bewies aber Fähigkeiten als weltlicher Verwalter. Er blieb Administrator des Bistums, da er keine höheren Weihen empfangen wollte.
Er vermittelte bei Unruhen in Regensburg in der Zeit von 1511 bis 1513. Anlass des Aufruhrs in der Regensburger Bürgerschaft war nach dem Tod von Sigmund von Rohrbach die Neubesetzung des Amtes des Reichshauptmannes. In einem wirtschaftlich angeschlagenen Regensburg erschien dieses Amt zunehmend als Versorgungsposten kaiserlicher Günstlinge, verbunden mit einer Verschleppung von Entscheidungen durch häufige Abwesenheit der betreffenden Amtsperson. Kaiser Maximilian I. bedachte Ritter Thomas Fuchs von Wallburg mit diesem Amt. Der Aufruhr in der Stadt führte zur Bildung eines Rates aus den Reihen des Bürgertums, der Untersuchungen ankündigte, faktisch sich an den zum Kaiser stehenden Amtsleuten zu rächen versuchte. Die revolutionären Züge kamen durch eine konservative Umbildung des Bürgerrates zum Erliegen und eine kaiserliche Kommission strafte schließlich die Anführer der Unruhen ab.

Johann III. begünstigte jedoch die Hetze gegen die Regensburger Juden, die im Bürgertum Popularität genoss. So gab es judenfeindliche Predigten und der Bischof zog Rechtsstreitigkeiten an sein Gericht, die durch Geldverleih finanzieller Natur waren, aber als religiöser Konflikt zwischen Juden und Christen interpretiert wurden. Konnte Kaiser Maximilian I. den Bischof in Beschwerdebriefen zurechtweisen und Feindseligkeiten begrenzen, folgten nach seinem Tod 1519 dramatische Ereignisse. Die Synagoge wurde abgerissen und die Juden aufgefordert, die Stadt zu verlassen. Am Platz der abgerissenen der Synagoge entstand schon bald die Wallfahrt zur Schönen Maria, die teils fanatische Züge zeigte. Der Bischof übernahm die Verwaltung der ansehnlichen Einnahmen der Wallfahrt.

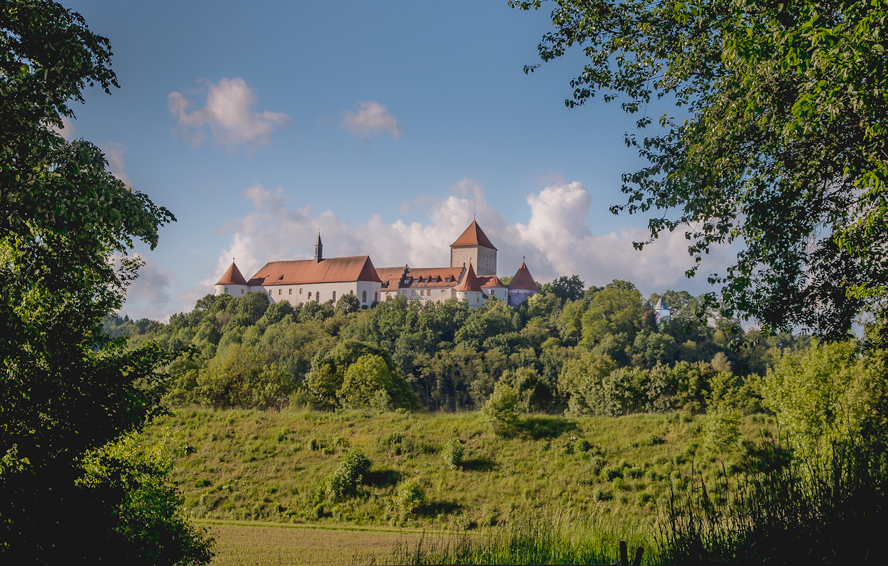
Schloss Wörth an der Donau Johann von der Pfalz ließ große Teile von Schloss Wörth im Renaissancestil umgestalten

Waren Stadt und Klerus sich bei der Verfolgung der Juden einig gewesen, traten schnell wieder alte Gegensätze zu Tage. Streitpunkt waren Steuerabgaben des Klerus, die der Bischof überwiegend für sich beanspruchte und gegenüber der Stadt oder den Landesfürsten innerhalb des Bistums anfocht. Anzeichen der Reformation zeigten sich in vielen einzelnen Ereignissen, von großer Bedeutung war die Bewegung der „Wieder“-Täufer verbunden mit dem Schicksal des Balthasar Hubmaiers, welcher zuletzt für seine Überzeugungen in Wien gefoltert und verbrannt wurde. Das Dekanat Wunsiedel ging dem Bistum verloren. Der dortige Landesherr Markgraf Georg der Fromme erlaubte sich im Rahmen einer Kirchenvisitation die Vorladung der Geistlichen seines Gebietes und beurteilte diese nach der Loyalität ihm gegenüber und ihrer Einstellung gegenüber dem neuen Glauben, dessen früher Verfechter er war. Unliebsame Geistliche ließ er einkerkern oder er entzog ihnen die Einkünfte. Der Domherr Melchior von Sparneck bietet ein weiteres Beispiel für die Umwerfungen dieser Zeit.
Drei Jahre vor seinem Tod verhandelte der Bischof mit seinen Brüdern Ludwig V. und Friedrich II., dann mit dem Domkapitel, um einen vorzeitigen Nachfolger, einem noch unmündigen Pfalzgrafen. Das Domkapitel verweigerte ihm aber seinen Rücktritt und seine Pensionsansprüche, denn sie befürchteten die Herrschaften, die Johann III. zur Erwirtschaftung seines Unterhaltes einforderte, dauerhaft vom Hochstift an die Pfalz zu verlieren. Am Ende seiner Zeit als Administrator hinterließ er eine Schuldenlast von 30000 Gulden.